# Epidemia de dengue de 2019-2020 en Guayana Francesa
La epidemia de dengue en Guayana Francesa comenzó a inicios de 2019, en dicho año se registró 250 casos confirmados y para el siguiente año tenía registrado 65 casos confirmados.

## Cronología

### mayo de 2019
En mayo de 2019 se registró un brote de dengue en el departamento de ultramar francés de la Guayana Francesa, era el segundo brote en importancia del siglo XXI en el territorio sudamericano desde el brote de 2013.

### julio de 2019
El 11 de julio de 2019 se reportó 22 casos confirmados, 13 en Kourou y 3 en Cayena.

### enero de 2020
El 7 de enero de 2020 se confirmó que en todo 2019 se reportaron 250 casos de la enfermedad de dengue, siendo Kourou la principal comuna afectada.

### marzo de 2020
El 27 de marzo de 2020 se registró 5 casos confirmados en Maroni, el gobierno local informó que Guayana se encontraba en «fase 4» de epidemia, así mismo ordenó una campaña sanitaria contra la propagación del virus.

### abril de 2020
El 15 de abril de 2020 la Colectividad Territorial de Guyana de pueblos amerindios amazónicos de las comunas de Sinnamary, Mana e Iracoubo pidieron mayor protección ante la expansión del dengue.
Para el 16 de abril de 2020 ya existía 25 casos repartidos entre las comunas de Grand-Santi y Kourou.